# Peyrat-de-Bellac
 Peyrat-de-Bellac  (en occitano Pairac de Belac) es una localidad y comuna de Francia, en la región de Lemosín, departamento de Alto Vienne, en el distrito y cantón de Bellac. Está integrada en la Communauté de communes du Haut Limousin.

## Demografía
| 1113 | 1064 | 1032 | 1088 | 1137 | 1104 | 1128 |
| Para los censos de 1962 a 1999 la población legal corresponde a la población sin duplicidades (Fuente: INSEE [Consultar]) |      |      |      |      |      |      |

Forma parte de la aglomeración urbana de Bellac.